# Monocestoides
Monocestoides là một chi bọ cánh cứng trong họ Chrysomelidae.
Chi này được miêu tả khoa học năm 1891 bởi Duvivier.

## Các loài
Các loài trong chi này gồm:
- Monocestoides madagascariensis (Jacoby, 1901)
- Monocestoides perroti Duvivier, 1891
- Monocestoides testacea Bechyne, 1954